# Departamento Tafí del Valle
Tafí del Valle es un departamento ubicado en el noroeste de la provincia de Tucumán (Argentina). Limita al norte con la provincia de Salta, al este con los departamentos Trancas, Tafí Viejo, Lules y Famaillá, al sur con el departamento Monteros, y al oeste con la provincia de Catamarca.
El relieve es prácticamente montañoso en su totalidad con la presencia de dos grandes valles, el Valle de Tafí y el del Yocavil, este último perteneciente al conjunto denominado Valles Calchaquíes.
En su territorio tienen asiento cinco de los más importantes destinos turísticos de la provincia: Tafí del Valle, El Mollar, las Ruinas de Quilmes, parte del parque nacional Aconquija y toda la Reserva arqueológica Los Menhires.

## Toponimia
El origen del nombre Tafí tiene varias versiones. Una de ellas hace referencia la palabra de origen cacán ("diaguita")  "Tafingastaque" significa "Valle de Tafí". Según otra versión, el nombre proviene de otra palabra de origen diaguita, "Taktikllakta" que significa "Pueblo de entrada espléndida".

## Población
En 2010 el departamento contó con 14 933 habitantes.
Para el censo 2022 el departamento registró 22 440 habitantes; lo que representó un aumento en la cantidad de personas del 50,3% mayor que el crecimiento poblacional provinciala situado en 16,6%. Estos datos le valieron al departamento tener la tercera posición, la segunda menor densidad poblacional y el mayor crecimiento de la provincia.

## Sismicidad
La sismicidad del área de Tucumán ( norte de Argentina) es frecuente y de intensidad baja, y un silencio sísmico de terremotos medios a graves cada 30 años.
- Sismo de 1861: aunque dicha actividad geológica catastrófica, ocurre desde épocas prehistóricas, el terremoto del 20 de marzo de 1861 (164 años) con 12.000 muertes,[6] señaló un hito importante dentro de la historia de eventos sísmicos argentinos ya que fue el más fuerte registrado y documentado en el país. A partir del mismo la política de los sucesivos gobiernos del norte y de Cuyo han ido extremando cuidados y restringiendo los códigos de construcción.[5] Y con el terremoto de San Juan de 1944 del 15 de enero de 1944 (81 años) los gobiernos tomaron estado de la enorme gravedad crónica de sismos de la región.
- Sismo de 1931: de 6,3 de intensidad, el cual destruyó parte de sus edificaciones y abrió numerosas grietas en la zona[6][5]